# Gornji Čevljanovići
Gornji Čevljanovići (serb. Горњи Чевљановићи) – wieś w Bośni i Hercegowinie, w Federacji Bośni i Hercegowiny, w kantonie sarajewskim, w gminie Ilijaš.

## Położenie
Wieś położona jest w środkowo-wschodniej części kraju, na wschodnich obrzeżach Federacji Bośni i Hercegowiny, na północy kantonu. Leży w odległości około 30 km na północny wschód od stolicy gminy- Ilijaš i około 35 km na północ od Sarajewa. 5 km na zachód od miejscowości przebiega droga M18. Według regionalizacji fizycznogeograficznej Europy, zgodnej z uniwersalną klasyfikacją dziesiętną, przedstawioną w 1971 roku, wieś położona jest na obszarze megaregionu Półwysep Bałkański, prowincji Góry Dynarskie.

## Klimat
Miejscowość położona jest w strefie klimatu umiarkowanego przejściowego między klimatem kontynentalnym a śródziemnomorskim. Charakterystycznymi cechami tego klimatu są bardzo mroźne zimy i upalne lata. Dodatkowo zimą występują bardzo silne wiatry.

## Demografia
W 1991 roku wieś zamieszkiwały 134 osoby, w tym 128 osób deklarujących przynależność do Muzułmanów z narodowości (Boszniaków), 5 Serbów i 1 Jugosłowianin.